# Tássia Silva
Tássia Sthael Teodoro Silva est une joueuse brésilienne de volley-ball née le 3 juin 1988 à Belo Horizonte. Elle mesure 1,74 m et joue au poste de libero. 

## Clubs
| Club                    | De        | À         |
| ----------------------- | --------- | --------- |
| Mackenzie Esporte Clube | 2003-2004 | 2004-2005 |
| EC União Suzano         | 2006-2006 | 2006-2006 |
| Esporte Clube Pinheiros | 2007-2007 | 2007-2007 |
| Mackenzie Esporte Clube | 2008-2009 | 2008-2009 |
| Minas Tênis Clube       | 2009-2010 | 2012-2013 |
| Praia Clube             | 2013-2014 | 2016-2017 |
| Osasco Voleibol Clube   | 2017-2018 | 2017-2018 |
| Vôlei Bauru             | 2018-2019 | …         |

## Palmarès
- Coupe du Brésil
  - Vainqueur : 2018.
  - Finaliste : 2016.
- Championnat du Brésil
  - Finaliste : 2016.
- Supercoupe du Brésil
  - Finaliste : 2016.
- Championnat sud-américain des clubs
  - Finaliste : 2017.